# Gerd Nagel
Gerd Nagel (República Federal Alemana, 22 de octubre de 1957) es un atleta alemán retirado especializado en la prueba de salto de altura, en la que ha conseguido ser medallista de bronce europeo en 1982.

## Carrera deportiva
En el Campeonato Europeo de Atletismo de 1982 ganó la medalla de bronce en el salto de altura, con un salto por encima de 2.24 metros, siendo superado por el también alemán Dietmar Mögenburg que con 2.30 m igualó el récord de los campeonatos, y el polaco Janusz Trzepizur (plata con 2.27 metros).